# Juguetería

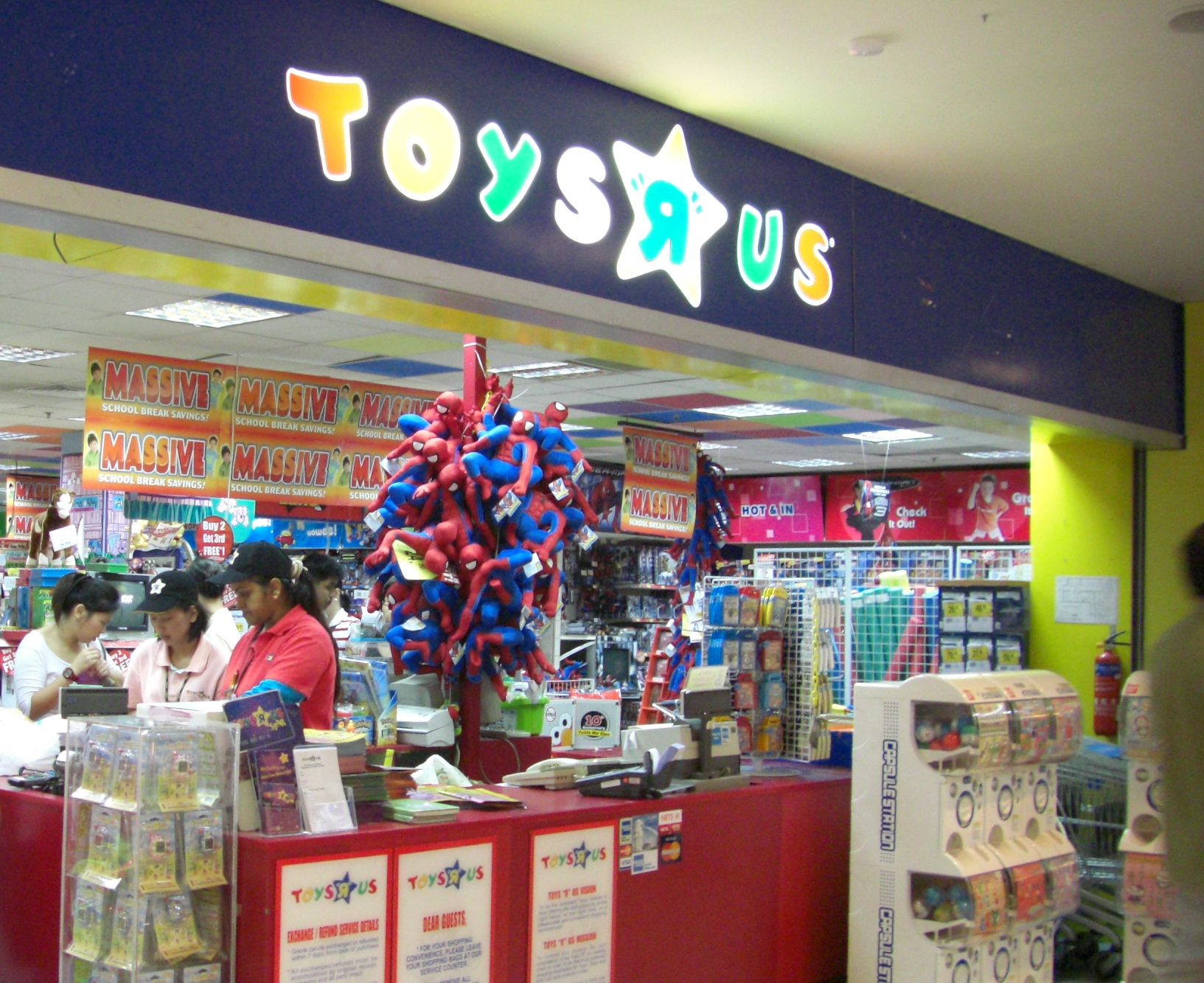
Juguetería Toys "R" Us en Singapur.

Una juguetería es una tienda o comercio minorista dedicado a la venta de juguetes a los consumidores. La juguetería puede tener diversos tamaños, desde un comercio de barrio hasta un gran almacén, siendo su característica definitoria el tipo de producto que ofrece a la venta.
También puede recibir dicho nombre la sección específica de un gran almacén, dedicado a la venta y exhibición de juguetes para niños, cuando el gran almacén se dedica a la venta minorista en general.
Por último, también se llama juguetería al trabajo manual dedicado a la confección de juguetes y/o al diseño y fabricación de juguetes infantiles.

## Características
El negocio de juguetería se caracteriza por ser muy estacional. Es muy habitual que la mayor parte de las ventas que se producen en el año se llevan a cabo en épocas de fiesta señaladas en las que es tradición hacer algún regalo a los niños.
En el caso de Occidente, la época de Navidad o el día del niño tienen fuerte impacto en el volumen de las ventas en juguetería.
Por ello, es también habitual que este tipo de empresas lleven una contabilidad en la que el año contable difiere del año natural, tratando de ajustarse al ciclo habitual que sigue su negocio.
Se dice que el negocio de la juguetería fue creado en una remota parte de Italia en el año 1562 por sus obras para obsequiar a los niños.

## Juguetería mayorista
Las jugueterías mayoristas se enfocan en la distribución de juguetes en grandes volúmenes, habitualmente a revendedores, cadenas de tiendas o comerciantes independientes. A diferencia de las jugueterías minoristas, no están orientadas al consumidor final, sino que operan en mercados mayoristas y, en muchos casos, a través de canales B2B (business-to-business).
Este tipo de negocio suele estar concentrado en zonas comerciales específicas de las grandes ciudades —como el barrio de Once en Buenos Aires, Argentina— y combina formatos de venta presencial con plataformas de comercio electrónico mayorista. Algunas empresas, como Parnassa en Argentina, han desarrollado canales digitales especializados para la venta mayorista de juguetes, incluyendo funcionalidades orientadas a compradores profesionales, como catálogos por bultos, listas de precios personalizadas y pedidos por volumen.
Con la digitalización del sector, muchas jugueterías mayoristas han comenzado a integrar soluciones tecnológicas como plataformas B2B, sistemas de gestión de stock automatizados y herramientas de inteligencia artificial para mejorar la experiencia de compra y optimizar sus operaciones.